# Den blå pojken
Den blå pojken (engelska: The Blue Boy) är en oljemålning av den engelske konstnären Thomas Gainsborough. Den målades 1770 och ingår i Huntington Librarys samlingar i Los Angeles County. 
Gainsborough var Englands mest kända porträtt- och landskapsmålare under 1700-talet och Den blå pojken är hans kanske mest kända verk. Han ville helst måla landskap och porträtt målade han främst på beställning. Den blå pojken målade han dock för sin egen skull. Den porträtterade är Jonathan Buttall (1752–1805) och var son till en av konstnärens vänner. Genom att klä honom i en kostym av atlassiden hyllade Gainsborough den flamländska konstnären Anthonis van Dyck som han beundrade. Och genom att måla kostymen blå utmanade han Joshua Reynolds som i ett av sina föredrag förklarat: ”Det viktigaste fältet i en bild bör inte vara blått”. Reynolds var Gainsboroughs främsta rival och tillsammans hade de 1768 grundat Royal Academy of Art.